# Education City Stadium
L'Education City Stadium (in arabo ملعب مدينة التعلير‎?) è uno stadio situato ad Al Rayyan, nei pressi della capitale qatariota Doha, nell'Education City, complesso di campus universitari gestiti da Qatar Foundation. Ha capienza di 45 350 posti a sedere.
È tra gli impianti utilizzati al campionato mondiale di calcio 2022.

## Costruzione
Con il 20% dei materiali identificati come "verdi", è tra gli stadi più all'avanguardia dal punto di vista della sostenibilità ambientale. Nel maggio 2019 ha ricevuto cinque stelle nella valutazione GSAS.
Costruito dalla compagnia edile JPAC JV, è stato progettato dallo studio architettonico Pattern Design e da un gruppo di ingegneri con a capo Buro Happold. Cominciato nel 2016, è stato inaugurato nel settembre 2020.

## Storia
Il 30 settembre 2019 la FIFA annunciò che due partite della Coppa del mondo per club 2019, in programma nel dicembre 2019 (la finale per il terzo posto e la prima partita del Liverpool nel torneo, la semifinale), si sarebbero svolte allo stadio dell'Education City, ma il 7 dicembre seguente l'apertura dello stadio fu posticipata al 2020.
Lo stadio è stato completato nel giugno 2020 e ha aperto ufficialmente il 15 giugno 2020. È stato inaugurato il 3 settembre 2020 con una partita di Qatar Stars League.
Ha ospitato quattro partite della Coppa del mondo per club 2020: un match del secondo turno, una semifinale, la finale per il terzo posto e la finalissima, vinta dal Bayern Monaco contro il Tigres UANL.